# Bertha-Orden

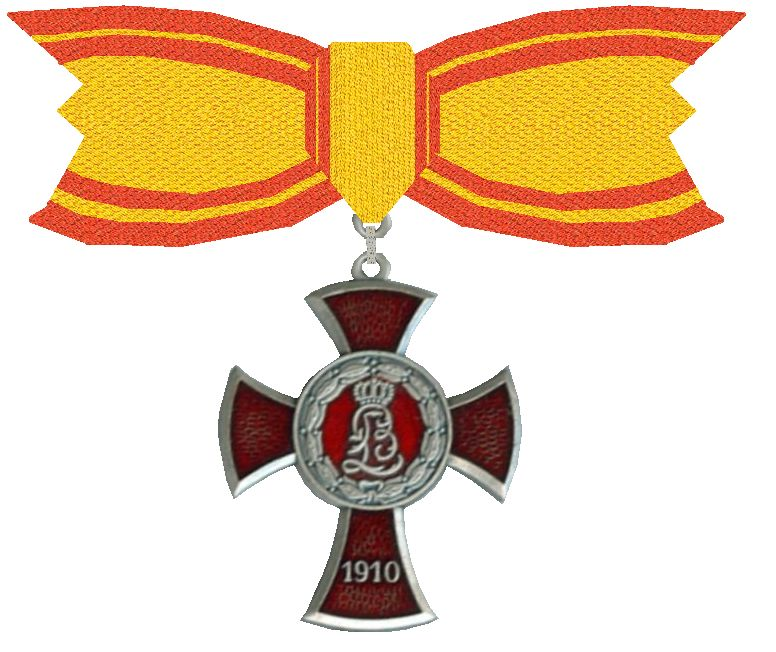
Bertha-Orden

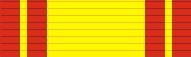
Ordensband

Der Bertha-Orden wurde am 30. Mai 1910 durch Fürst Leopold IV. zur Lippe als Frauenverdienstorden gestiftet.

## Ordensklassen
Der Orden bestand aus drei Klassen und einer angeschlossenen Verdienstmedaille:
- Bertha-Orden mit Krone
- Bertha-Orden ohne Krone
- Frauenverdienstkreuz
  - Frauenverdienstmedaille

## Ordensdekoration
Das Ordenszeichen ist ein silbernes hellviolett emailliertes Tatzenkreuz, wobei der untere Kreuzarm etwas länger ist. Auf diesem ist die Jahreszahl 1910 zu lesen. Im rotemaillierten Medaillon des Kreuzes, das von einem Lorbeerkranz umschlossen ist, die von der Fürstenkrone überragten und verschlungenen Initialen L B (Leopold und Bertha). Rückseitig im Medaillon, das ebenfalls von einem Lorbeerkranz umschlossen ist, die Inschrift DEM FRAUEN VERDIENST.
Das Frauenverdienstkreuz hat die gleiche Form, jedoch ohne Emaille.
Getragen wurde der Bertha-Orden an einem weißen Band mit beidseitig rot-weiß-roten Seitenstreifen. Das Verdienstkreuz und die Medaille am gelben Band mit rot-gelb-roten Seitenstreifen.

## Verleihungen
Die Dekoration mit der Krone war ausschließlich der Fürstin vorbehalten und wurde lediglich zwei Mal, an Bertha Fürstin zur Lippe am 30. Mai 1910 und am 30. Mai 1922 an Anna Fürstin zur Lippe verliehen. Ansonsten konnte der Orden an alle Frauen und Jungfrauen verliehen werden, die sich durch aufopfernde persönliche Tätigkeit auf dem Gebiet der Nächstenliebe, auf kirchlichem oder auf sozialem Gebiet, sowie auch durch treue langjährige Dienstleistungen oder durch hervorragende Einzelhandlungen verdient gemacht hatten.
Mit der Abdankung des Fürsten Leopold IV. am 11. November 1918 wurde der Orden mit Ausnahme an seine zweite Ehefrau nicht mehr verliehen.